# Кулгам (округ)
Кулгам (англ. Kulgam) — округ в индийской союзной территории Джамму и Кашмир, в регионе Кашмир. Образован в 2001 году из части территории округа Анантнаг. Административный центр — город Кулгам. Площадь округа — 1197 км².

## Административное деление
5 блоков: Куймох, Пахлу, Д. Х. Пора, Девсар и Кулгам. Каждый блок содержит несколько панчаятов.

## Политика
3 окружных собрания: Нурабад, Кулгам и Хомшаилибугх.